# Freiwilliger deutscher Schutzdienst
Freiwilliger deutscher Schutzdienst (FS, pol. "Niemiecki Wolontariat Bezpieczeństwa") – organizacja paramilitarna III Rzeszy, działająca na terenach Kraju Sudetów, założona w 1938 roku z inicjatywy Konrada Henleina, będąca częścią oddziałów SA (Sturmabteilung) oraz jedną z głównych organizacji Partii Sudeckoniemieckiej (SdP). W dniu 17 maja 1938, organizacja liczyła 15 tys. członków, a następnie rozrosła się do liczby 60-70 tys. członków. Organizacja wydawała również własne czasopismo o nazwie "Mannschaft im Kampf". Członkowie tej organizacji nie nosili broni palnej. 15 września 1938 organizacja rozpadła się, większość jej członków dołączyło do Sudeckoniemieckiego Wolnego Korpusu (Sudetendeutsches Freikorps).

## Podział na dywizje
- Dywizja A (Wydział  Nadzoru) - dywizja ta była wywiadem odpowiedzialnym za szpiegostwo i nadzór własnych członków partii w poszczególnych okręgach organizacji. Wywiad ten usuwał przeciwników politycznych oraz był odpowiedzialny za rozwijanie propagandy wśród ludności Kraju Sudetów. Dla większości członków organizacji dywizja ta praktycznie nie była znana.

- Dywizja B - stanowiła większość członków FS. Oddział ten pomagał głównie policji działającej na terenie Kraju Sudetów. Ustanawiał również spotkania z członkami partii SdP. Dywizja ta została powołana w celu ochrony ludności cywilnej wśród Niemców sudeckich.

- Dywizja C - złożona była głównie z rezerwistów czechosłowackich i Niemców sudeckich.